# Apple S1
Az Apple S1 az első generációs Apple Watch beépített számítógépe, amelyet az Apple Inc. fejlesztett és egytokos rendszer (System in a package, SiP) kiszerelésben készül.
A főbb alkatrészek, például a RAM és a NAND flash tároló, de magának az összeszerelésnek is a fő beszállítója állítólag a Samsung volt, de a korai eszközelemzések során (teardown, szétbontás) kiderült, hogy RAM és a flashmemória a Toshiba és Micron Technology cégektől származik.

## System-in-Package kialakítás
Egy testre szabott alkalmazásprocesszort használ, ami a memóriával, a tárolóval és a vezeték nélküli kapcsolódási lehetőségek, érzékelők és bemenet/kimenet támogató processzoraival együtt egy teljes számítógépet alkot, a tokozásba építve. A különböző részegységek lapkái egyetlen hordozón vannak elhelyezve, egymás mellett vagy fölött, egymáshoz vezetékes összeköttetésekkel csatlakoztatva, mint egy alaplapon.
Ez a tokozás/csomag a mechanikai szilárdság érdekében gyantával van kitöltve.

### Komponensek
A visszafejtés alapján a Wi-Fi és Bluetooth kezeléséért felelős processzor egy Broadcom BCM43342,
a hattengelyes giroszkóp pedig az STMicroelectronics gyártmánya.
A továbbiak:
- CPU: Apple tervezésű 32 bites ARMv7[11] alapú APL0778 alkalmazásprocesszor, egy integrált PowerVR SGX543 grafikai processzoral (GPU).[5]
- 512 MiB DRAM az Elpidatól, vezetékes kötéssel az APL0778 CPU tetején
- NFC-vezérlő az NXP-től
- NFC jelerősítő csip – AMS-Osram gyártmány
- 8 GiB flashmemória – SanDisk és Toshiba
- Induktív töltésvezérlő csip az IDT-től
- Érintésvezérlő – ADI
- Integrált giroszkóp/gyorsulásmérő – STMicroelectronics
- BCM43342 Wi-Fi/FM/Bluetooth kombinált csip a Broadcomtól
- Energiagazdálkodási egység (PMU) – Dialog Semiconductor

### S1P
Az Apple Watch Series 1-ben szereplő SiP egység jelölése S1P és felületesen az S1-hez hasonlít, de valójában egy S2 amelyből hiányzik az integrált GPS funkcionalitás. Ugyanazzal a kétmagos processzorral és ugyanazokkal a javított grafikus képességekkel rendelkezik, mint az S2, így körülbelül 50%-kal gyorsabb az S1-nél.

## Bejelentések
Az S1-et 2014. szeptember 9-én jelentették be a „Bárcsak többet mondhatnánk” rendezvény részeként.
Az S1P-t 2016. szeptember 7-én jelentették be a „Találkozunk 7-én” rendezvény részeként.

## Piaci megjelenés
Az S1 a 2015 áprilisában érkező Apple Watch-ban jelent meg. Az S1 megszűnt az S1P-t tartalmazó Apple Watch Series 1 megjelenésével.
Az S1P az Apple Watch Series 1-gyel együtt volt kibocsátva 2016. szeptember 16-án.

## Képek

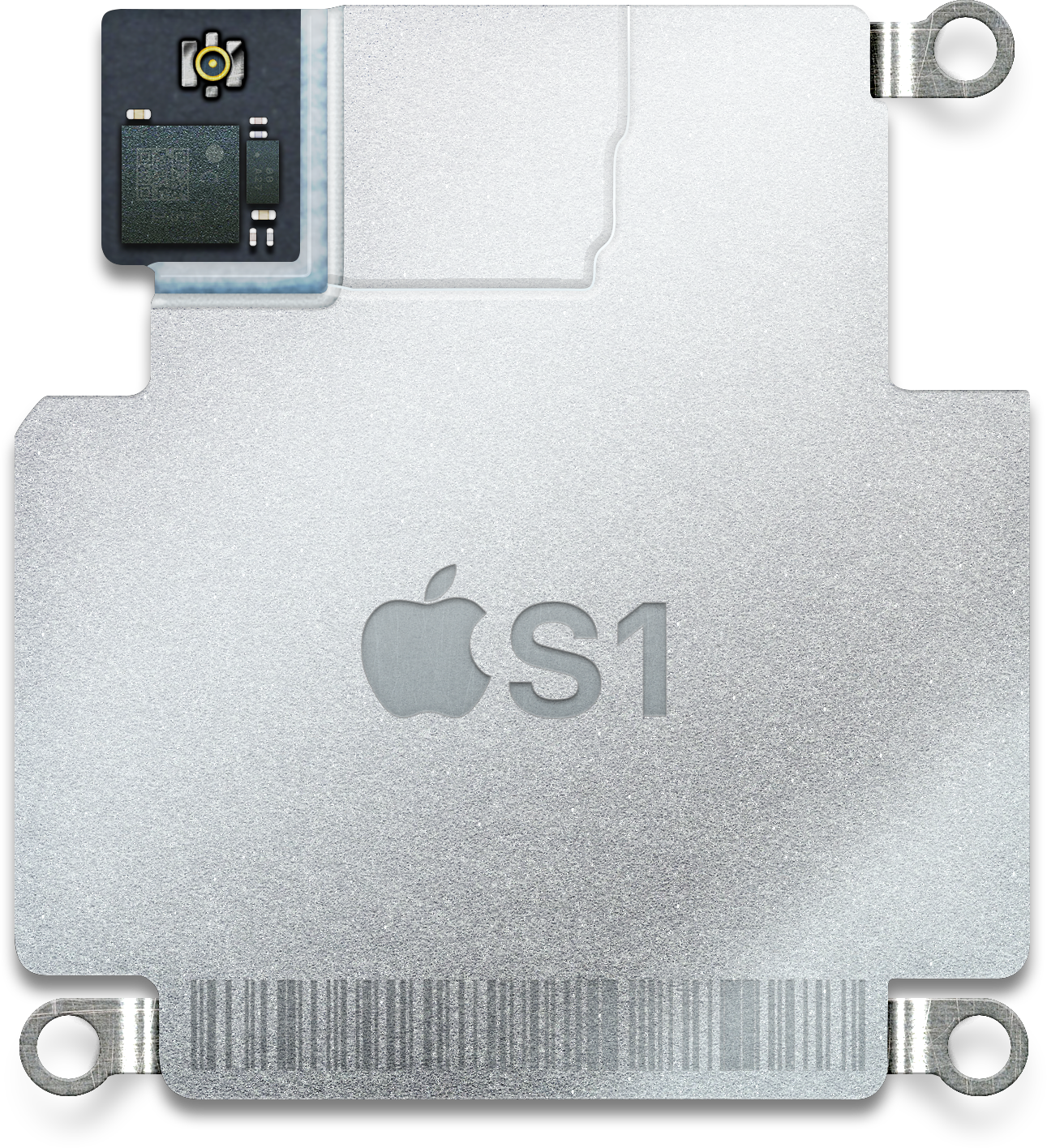
S1 tokjában, illusztráció
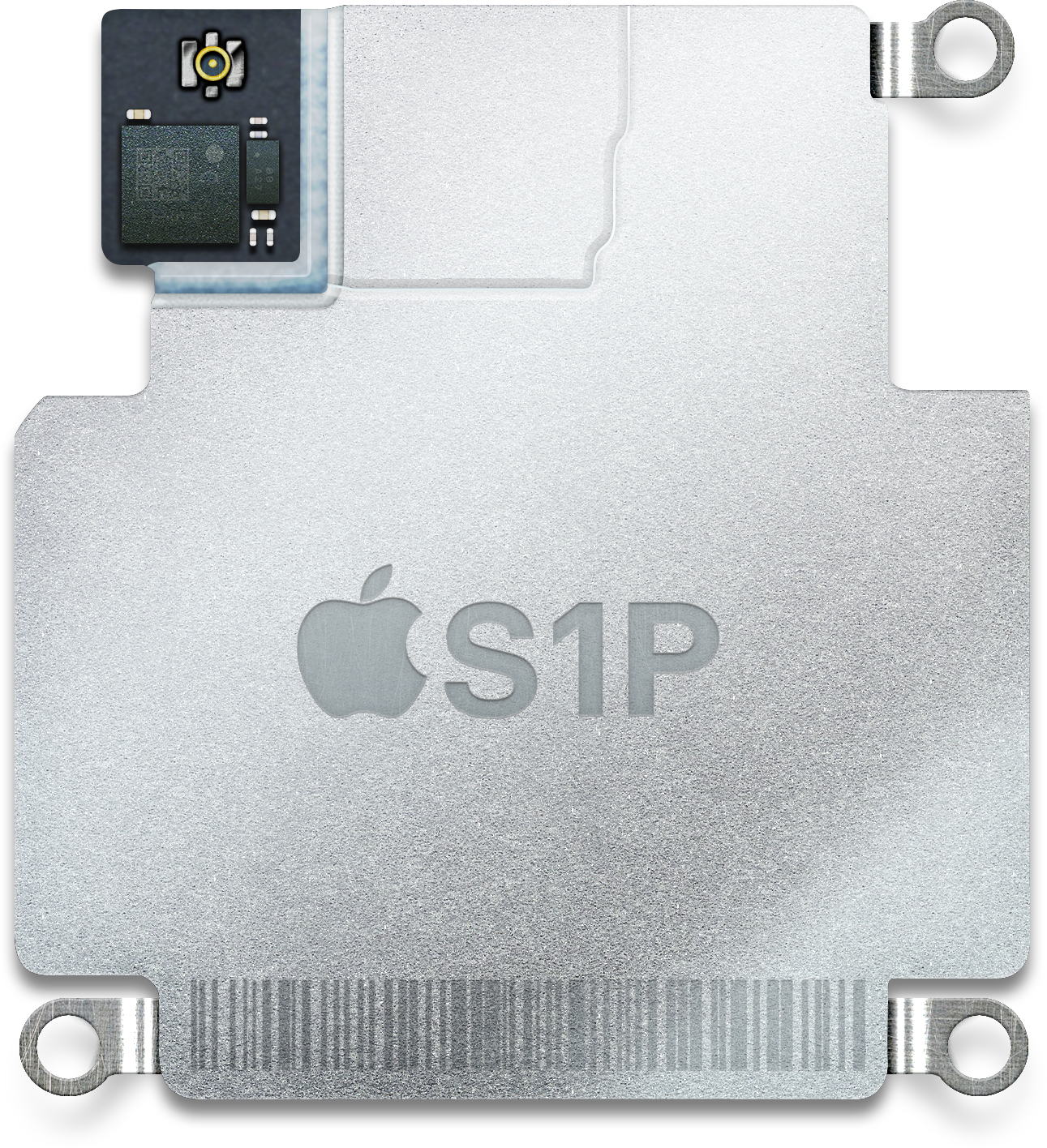
Az S1P csomag szinte semmit nem mutat a benne lévő eltérésekből
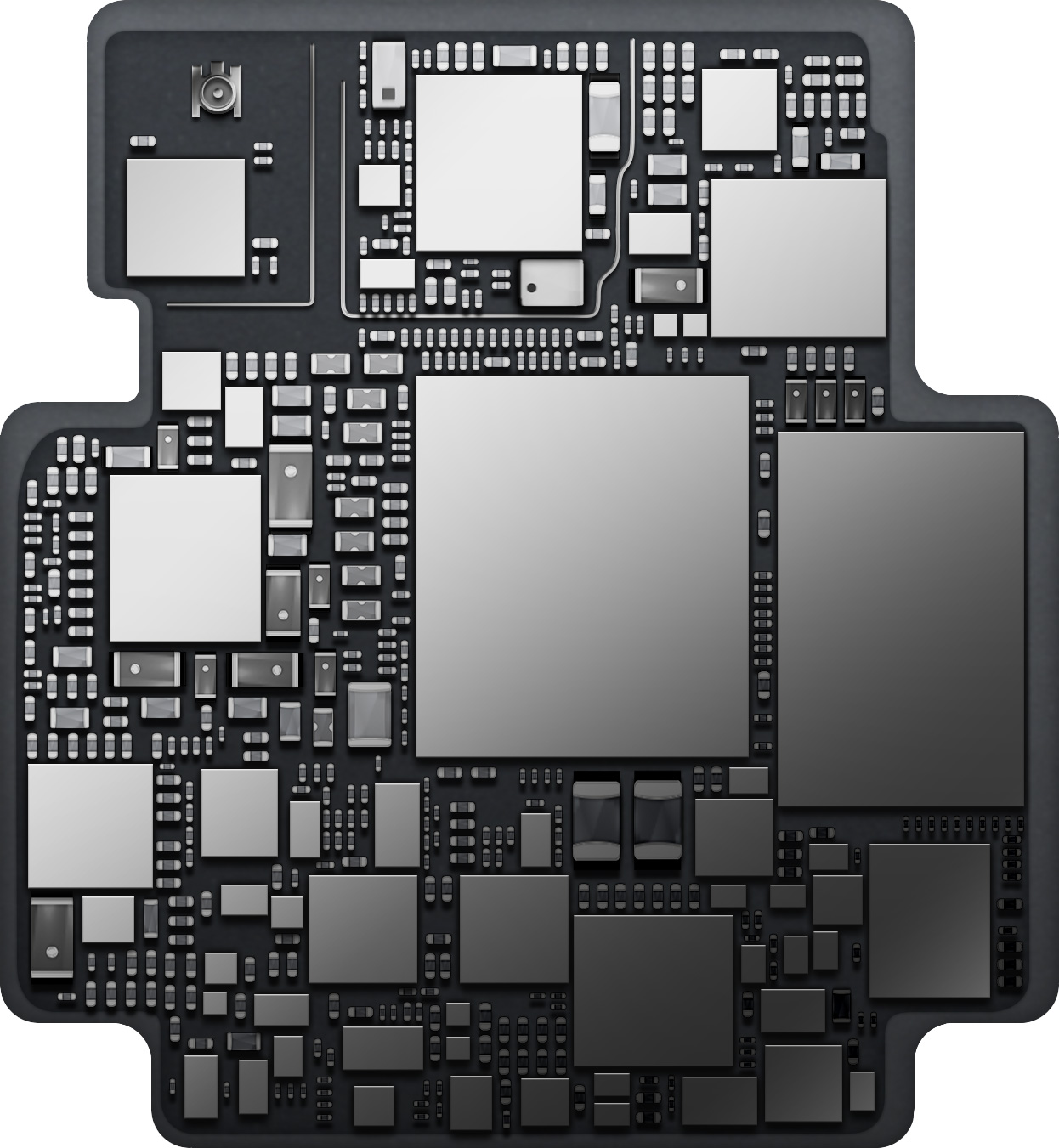
A csipek és más komponensek helyzete az S1 tokozásban
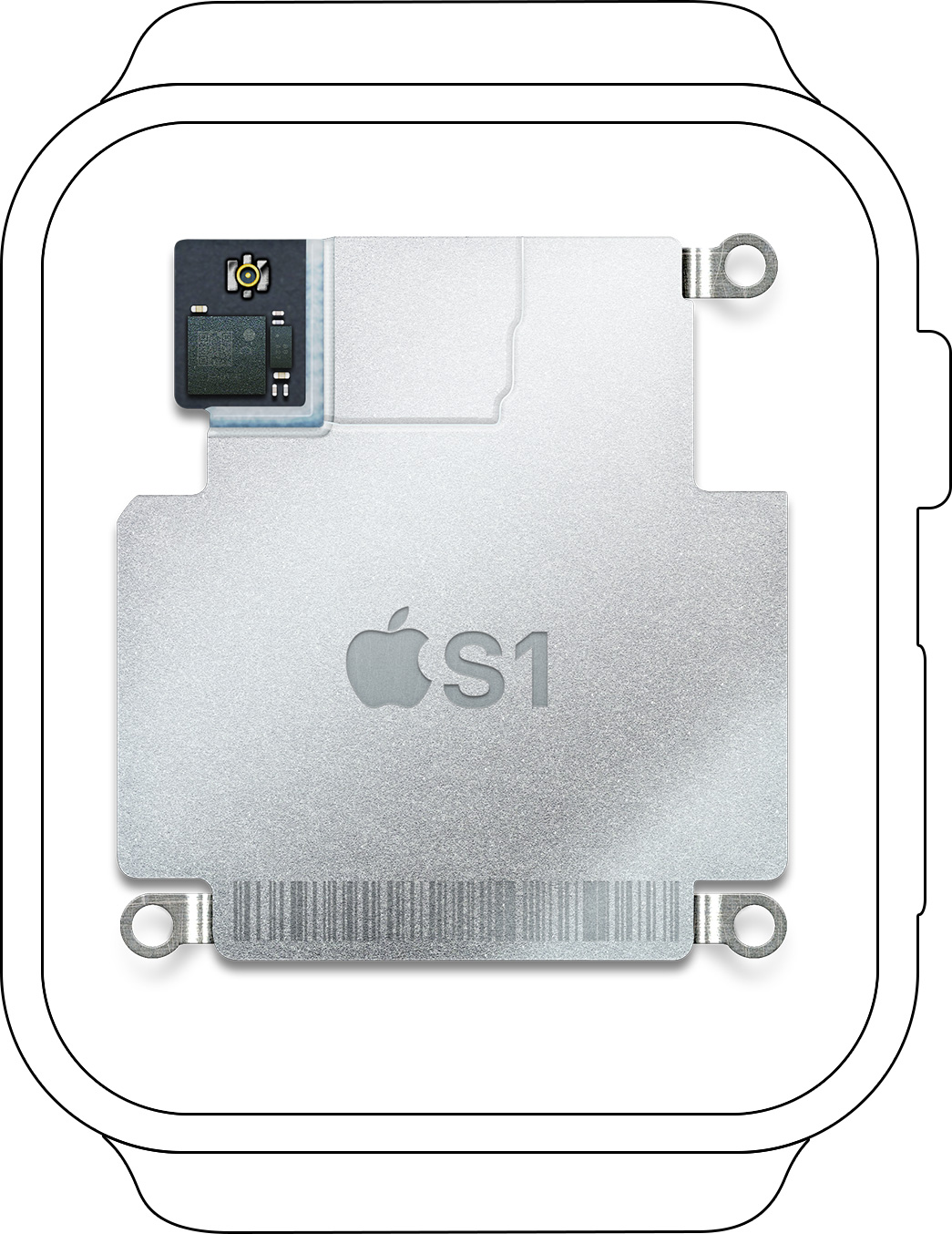
Az S1 mérete az Apple Watch készülék házához képest
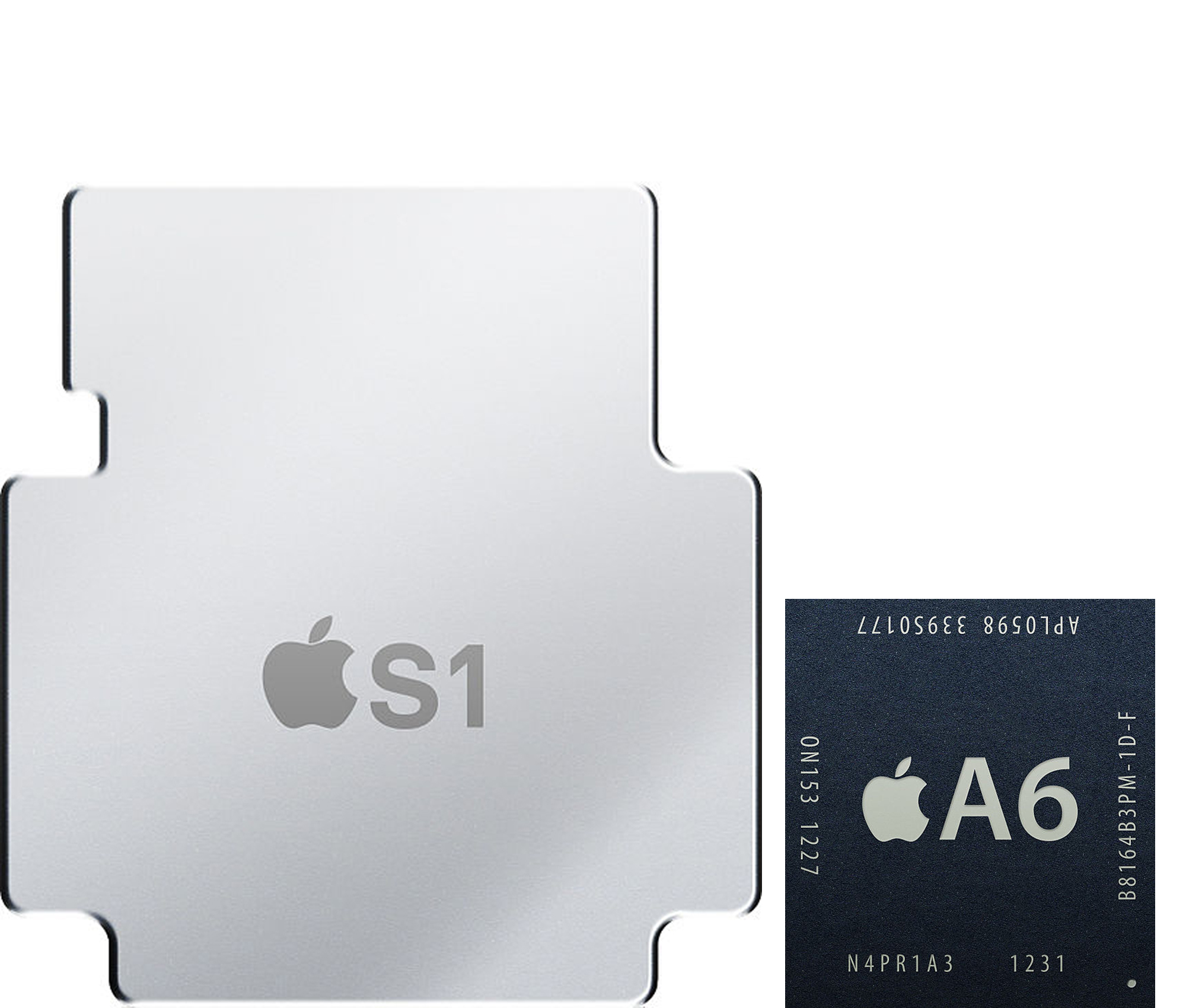
Az S1 és az iPhone 5-ben lévő Apple A6 processzor méretének összehasonlítása

## Fordítás
Ez a szócikk részben vagy egészben  az   Apple S1 című angol Wikipédia-szócikk ezen változatának fordításán alapul.  Az eredeti cikk szerkesztőit annak laptörténete sorolja fel. Ez a jelzés csupán a megfogalmazás eredetét és a szerzői jogokat jelzi, nem szolgál a cikkben szereplő információk forrásmegjelöléseként.